# D02HW
D02HW（でー ぜろに えいちだぶりゅー）は、2007年12月12日に提供開始されたイー・モバイルの下り7.2Mbps無線通信サービス向けに供給されるUSB接続型データ通信端末である。開発元は華為技術（ファーウェイ・テクノロジーズ）。
本項では姉妹機種に当たるD01HWについても記述する。

## 概要
ファーウェイ製 E220 を日本向けにカスタマイズした機種である。ファーウェイの日本参入データ通信端末第1号として2007年6月23日より下り3.6Mbps無線通信サービス向けに D01HW が発売された（ファーウェイ製音声端末第1号はH11HW）。
本体の形状は、一般的なPC用マウスに近いサイズの楕円形で、この中にドライバやインストーラを記録したフラッシュメモリを内蔵している。本体をUSBケーブルを介してパソコンに接続すると自動的にインストーラが起動し、製品添付のインストールCDを使ったインストールが不要となるゼロインストール機能を有し、Windows系OSだけではなくMac OS Xでの利用にも対応する（ただしゼロインストールに対応しているのはWindowsのみ）。
2007年12月に、D01HWの後継機種として下り7.2Mbps通信に対応した D02HW が発売された。

## 主な仕様
- 寸法: 幅42.6mm 高さ14.5mm 厚さ89.4mm
- 重量: 約40g
- 対応通信方式: W-CDMA：1.7GHzHSDPA、下り最大7.2Mbps（D01HWは最大3.6Mbps）、上り最大384Kbps
- 対応接続方式: USB 1.1 / 2.0準拠（USB 2.0 Highspeed非対応）
- 消費電力: 最大 約2.5W / 平均 約1.5W（いずれも通信時） / 約 0.25W（待機時）